# Киев (село)
Киев (укр. Київ, до 2016 г. — Червоный Киев) — село в Вознесенском районе Николаевской области Украины.
Население по переписи 2001 года составляло 17 человек. Почтовый индекс — 56419. Телефонный код — 5152. Занимает площадь 0,179 км².

## Местный совет
56445, Николаевская область, Вознесенский район, село Прибужье, улица Акмечетская, 50